# Kurt Weill
Pour les articles homonymes, voir Weill.
Œuvres principales
- L'Opéra de quat'sous
- Les Sept Péchés capitaux
- Grandeur et décadence de la ville de Mahagonny
- Symphonie no 2

Kurt Weill est un compositeur d'origine allemande né à Dessau le 2 mars 1900 et mort à New York le 3 avril 1950.
Sa musique, considérée comme dégénérée par les nazis, lui vaut de voir ses partitions brûlées. Ses origines juives et ses sympathies pour le communisme font qu'il est contraint de quitter l'Allemagne en 1933 avec Lotte Lenya qu'il avait épousée en 1927 et qu'il épouse à  nouveau en 1937 après un divorce en 1933. Il séjourne à Paris, où il compose Les Sept Péchés capitaux (Die sieben Todsünden) sur un texte de Brecht pour le Théâtre des Champs-Élysées et termine sa Seconde symphonie avant de se rendre aux États-Unis en 1935.

## Biographie

### Famille et jeunesse (1900–1918)

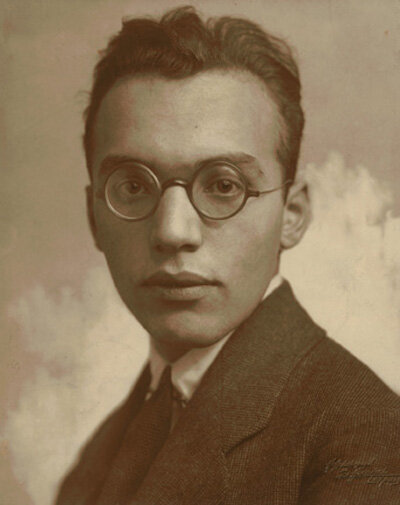
Kurt Weill vers 1919.

Kurt Weill, né le 2 mars 1900, est issu d’une famille juive. Son père, Albert Weill, était originaire de Kippenheim, une importante communauté juive rurale du Pays de Bade. À l’époque de la naissance de Kurt, son troisième fils, il est chantre de la communauté juive de Dessau et l’a ensuite été à Eichstetten am Kaiserstuhl.  Les frères de Kurt, Nathan et Hans, naissent  en 1898 et 1899, sa sœur Ruth en 1901. À l’âge de 5 ans, Kurt commence le piano et il compose dès sa jeunesse. Il fréquente le collège supérieur (Oberrealschule (de)) de Dessau et y brille par ses capacités musicales. Avant l’âge de 18 ans, il accompagne au piano une cantatrice locale lors de soirées de chant, grâce auxquelles il peut faire entendre ses premiers airs.

### Période berlinoise (1918–1933)

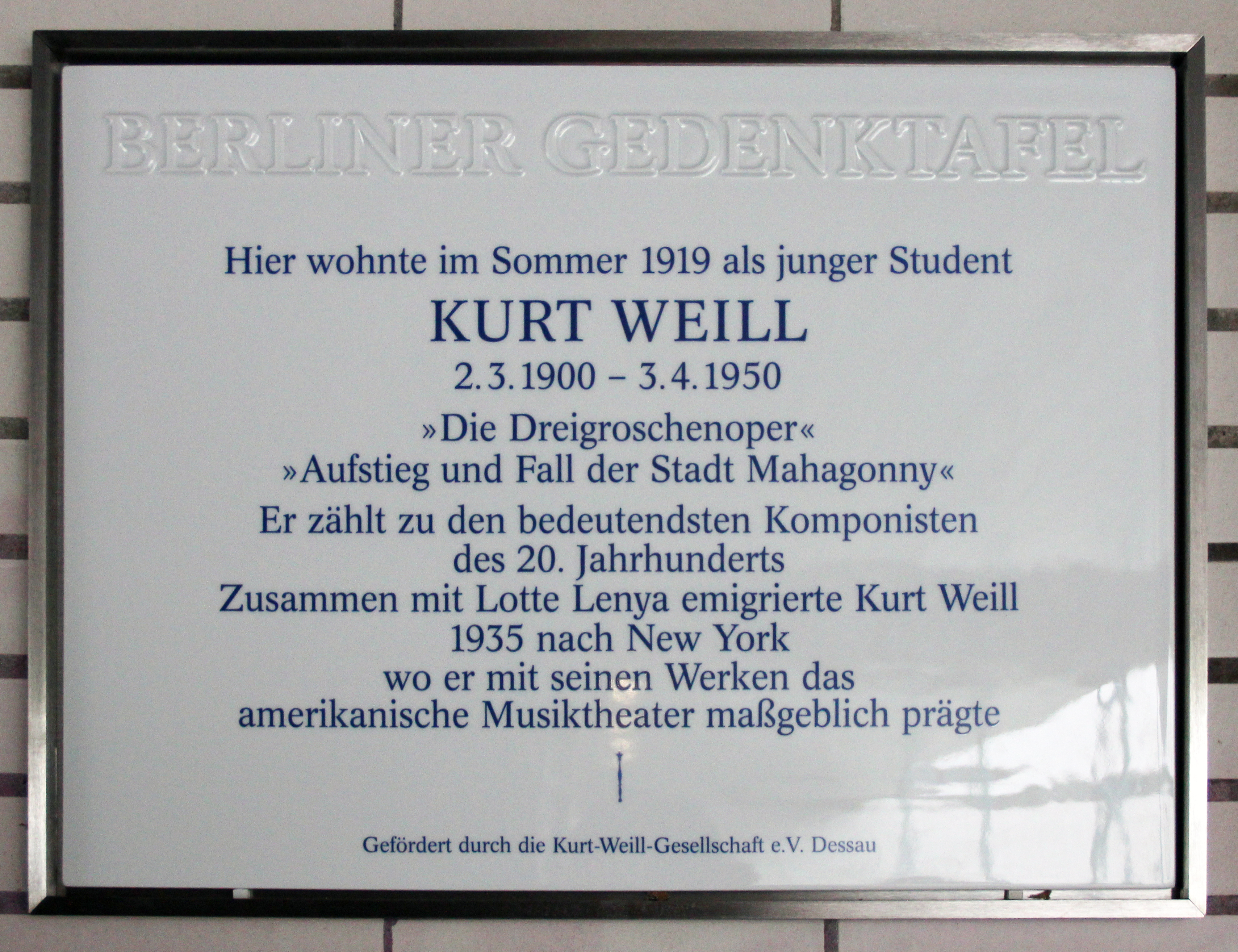
Plaque commémorative, à Berlin-Mitte.

En 1918, il commence des études de musique à l'École supérieure de musique de Berlin (Akademische Hochschule für Musik). Il suit l’enseignement de Ferruccio Busoni, enseignement déterminant pour son œuvre future, surtout pour son esthétique de l’opéra. En 1920, il est engagé comme chef d’orchestre au théâtre de la ville de Lüdenscheid. À partir de 1925, il travaille à ses premiers projets d’opéras avec des écrivains importants comme Georg Kaiser et Yvan Goll, son lointain cousin. En 1927, il commence à collaborer avec Bertolt Brecht, ce qui aboutit à L'Opéra de quat'sous en 1928. Très tôt, son travail est influencé par la musique de danse contemporaine, par exemple dans l’opéra Royal Palace. Le style de Weill, le Songstil, qui se développe à partir de 1927, est fortement marqué par cette musique, particulièrement par le jazz symphonique de Paul Whiteman. Cette stylistique est des plus prégnantes dans L'Opéra de quat'sous et dans Happy End. Parallèlement, il fait usage d’une expression musicale néoclassique, précisément néobaroque, par exemple dans l’ouverture de L’Opéra de quat’sous, dans les scènes d’ouragan de Grandeur et décadence de la ville de Mahagonny, et dans l’ensemble de l’opéra Die Bürgschaft (de).
L’accueil fait à sa musique (particulièrement de la part des autres compositeurs) est mitigé. Il acquiert une grande popularité avec L’Opéra de quat’sous. Parmi ses collègues, Arnold Schönberg et Anton Webern la rejettent complètement. D’autres comme Alban Berg, Theodor Adorno et Alexander Zemlinsky montrent un grand intérêt pour son travail. Berg assiste à une représentation de Mahagonny et Zemlinsky dirige le Quodlibet (de 1923) et Mahagonny (1930).

### Accueil en France (1925–1933)
Weill est reconnu dès 1925 comme un « espoir » de la musique allemande grâce à plusieurs concerts qui ont lieu au cours de l'année. La représentation d'une adaptation française de L'Opéra de quat'sous en 1930 n'est pas une grande réussite, mais la version française du film de Georg Wilhelm Pabst en 1931 assure à Weill une grande popularité, soutenue par la diffusion de deux disques de chansons du film avec Albert Préjean (Mackie), Jacques Henley (Tiger Brown) et Margo Lion (Jenny). En décembre 1932 se déroule à la Salle Gaveau un concert en présence de Weill. Ce concert, qui a lieu à l'instigation du vicomte Charles de Noailles et de sa femme Marie-Laure et qui comporte Mahagonny Songspiel et Der Jasager est un grand succès, aussi bien dans les milieux mondains, que chez les artistes et intellectuels ; la presse est bien disposée et au début de l'année 1933, Weill est évoqué dans trois articles importants.
Il paraît donc normal qu'il choisisse pour lieu d'exil un pays où il a, de plus, quelques amis : Georges-Henri Rivière, directeur du Musée d'ethnographie du Trocadéro, Henri Monnet, Darius Milhaud et sa femme Madeleine.

### Période française (1933–1935)

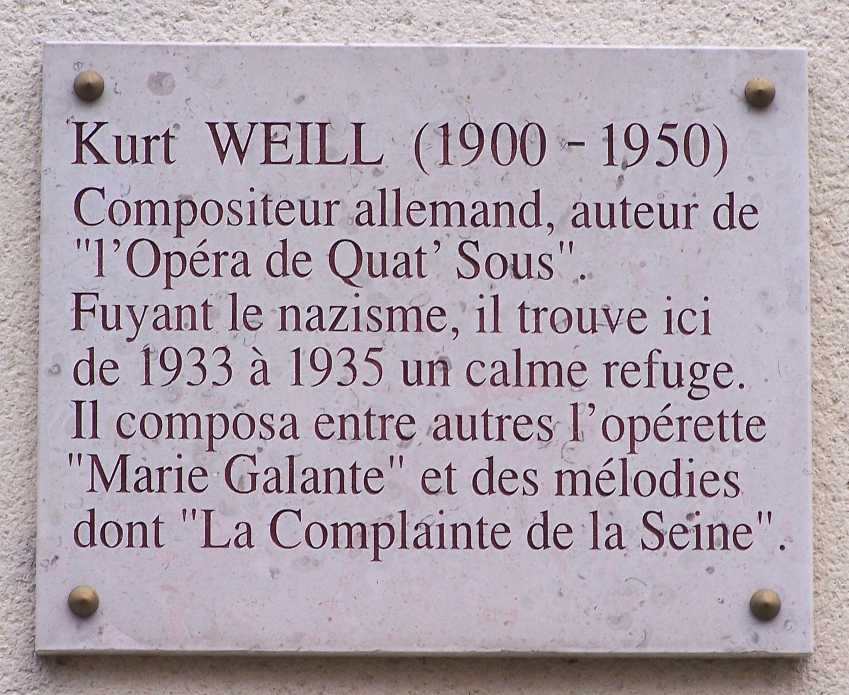
Plaque commémorative à Louveciennes.

Après la prise de pouvoir par les nazis (30 janvier 1933), Weill s’enfuit en France en mars. Ses œuvres sont victimes d’un autodafé en juin 1933 et il n'est plus question de les jouer en Allemagne. Son contrat avec Universal, qui remontait à 1924, est révisé à la baisse et Weill en obtient la résiliation en octobre ; il conclut un nouveau contrat le 31 octobre avec la maison d'édition Heugel (Paris), représentée par Paul Bertrand ; ce contrat, valable de novembre 1933 à décembre 1938, est résilié d'un commun accord en juin 1936. L'atmosphère de l'année 1933 à Paris est beaucoup moins favorable que celle de 1932. Les représentations des œuvres de Weill, nouvelles ou plus anciennes (Mahagonny Songspiel en juin 1933) sont moins bien accueillies ; le concert qui se déroule le 26 novembre 1933 à la salle Pleyel est perturbé par le compositeur Florent Schmitt, qui après la chanson La Ballade de César (du Lac d'argent), s'écrie « Vive Hitler ! », avec l'approbation d'une partie du public ; il est finalement expulsé, mais la presse « apolitique » prend son parti contre Weill ; dans l'Action française, Lucien Rebatet se déchaîne contre le « virus judéo-allemand ».
Après avoir vécu dans des hôtels à Paris, puis chez les Noailles, Kurt Weill occupe une résidence (9 bis, place Émile-Dreux ; il s'agit d'une ancienne dépendance du pavillon des Eaux, ou château du Barry) à Louveciennes (Yvelines, alors en Seine-et-Oise) ; il est du reste très souvent en voyage, soit pour des raisons professionnelles (à Londres, pour mettre au point les représentations de Der Kuhhandel (de), à Rome), soit pour des visites (une fois en Suisse, une fois en Tchécoslovaquie) à sa famille, qui, un peu plus tard, émigre en Palestine (1936). Durant cette période, il compose, sur commande du Théâtre des Champs-Élysées, la musique d'un ballet avec chants, Les Sept Péchés capitaux, représenté en juin 1933 ; la musique de Marie Galante, représentée seulement trois semaines au Théâtre de Paris en décembre 1934 ; celle de Der Kuhhandel (de), représentée à Londres en juin 1935 sous le titre A Kingdom for a Cow (en) ; il achève sa Deuxième symphonie, avec l'aide d'une mécène, la princesse de Polignac (Winnaretta Singer, veuve du prince Edmond de Polignac). Il participe aussi à la mise en onde radiophonique (novembre 1933) de Fantômas avec Robert Desnos et Paul Deharme, dont il apprécie une conception didactique de l'art.

### Période américaine (1935–1950)
En septembre 1935, il part pour les États-Unis. Une œuvre majeure des premiers temps de l’exil est Der Weg der Verheißung (de)/The Eternal Road (en), une pièce biblique, qui présente l’histoire du peuple juif. Il s’agit d’un mélange de théâtre, de liturgie et d’opéra. Kurt Weill connaît ensuite le succès à Broadway, surtout avec Lady in the Dark (466 représentations à New York) et One Touch of Venus (567 représentations). À partir de 1941, il participe à l'effort de guerre en entrant (octobre 1941) dans l'organisation Fight for Freedom (en) ; il accomplit un service civil d'observateur aérien en 1942 (ce que Bertolt Brecht évoque avec un peu d'ironie dans son Journal). Il réalise plusieurs œuvres liées à la situation, en particulier We Will Never Die (en), représentée à New York et Los Angeles (25 000 spectateurs le 9 mars 1943) et radiodiffusée. En 1943, il obtient la nationalité américaine, qu'il demandait depuis 1937. À propos de son succès aux États-Unis, Weill déclarera : « Mon succès (que les gens attribuent d'habitude à la “chance”) est dû surtout au fait que j'ai adopté une attitude très positive et constructive face à la façon de vivre américaine et aux possibilités culturelles de ce pays. »
Les œuvres les plus remarquables de la dernière période créatrice de Weill sont l'« opéra américain » Street Scene, qui présente une intéressante synthèse entre opéra européen (on ne peut pas ne pas y percevoir les influences de Puccini) et de la comédie musicale américaine, ainsi que de la « tragédie musicale » Lost in the Stars, sur le thème de l’apartheid sud-africain avec, sur le plan musical, une certaine influence africaine. Il meurt d’un infarctus le 3 avril 1950 à New York, au cours du travail sur une comédie musicale d’après Mark Twain, Huckleberry Finn.
Il est inhumé au Mount Repose Cemetery à Haverstraw, tout comme son épouse, Lotte Lenya.

## Jugements

### Sur Weill
Considérer Kurt Weill exclusivement comme un compositeur allemand ne serait juste ni pour son œuvre ni pour sa personne. Lorsque, en 1947, le magazine Life le présente comme un « compositeur allemand », Weill proteste dans une lettre ouverte : « Bien que je sois né en Allemagne, je ne me considère pas comme un « compositeur allemand ». Il est clair que les nazis ne m’ont pas considéré comme tel et j’ai quitté leur pays en 1933… Je suis un citoyen américain, et pendant les douze années passées dans ce pays, j’ai travaillé exclusivement pour la scène américaine… Je vous serais reconnaissant de bien vouloir informer vos lecteurs de cette réalité. »
Ainsi peut-on comprendre que le poète noir américain Langston Hughes, qui a écrit les textes de Street Scene, ait pu dire de Weill : « S’il était parti en Inde, et non pas aux États-Unis d’Amérique, il aurait, j’en suis presque certain, remarquablement composé de la musique indienne (…). C’est pourquoi l’Allemagne peut considérer Weill comme un Allemand, la France comme un Français, l’Amérique comme un Américain et moi comme un Noir. »
Son nom est, au moins dans l’espace germanophone, inséparablement lié à celui de Bertolt Brecht et reste souvent dans l’ombre du poète. Cette façon de voir est cependant injuste pour le compositeur. Déjà de son vivant, Weill a été amené à se protéger contre cette tendance. Dans une interview de 1934, il répond à un journaliste danois, qui l’interroge sur ses œuvres communes avec Brecht : « J’ai l’impression que vous croyez que Brecht a composé ma musique… Brecht est un génie, mais dans nos œuvres communes, je suis le seul responsable de la musique. »
Le compositeur Jean Wiener, qui, sans avoir bien connu Kurt Weill, l'a souvent rencontré, disait en substance : « Ce qui est unique et remarquable dans la musique de Weill est qu'il a su écrire une musique pour tout le monde… mais comme ne fait pas tout le monde… On pourrait passer sa vie à se demander pourquoi telle mélodie ou telle phrase est harmonisée ainsi sans trouver de réponse. Simplement c'était dans lui. »
Que ce soit en Allemagne, en France ou en Amérique, son expression musicale pleine de contrastes a toujours étonné par une diversité associant très naturellement avant-gardisme et assimilation de la tradition. Peu de gens savent que des standards de jazz, comme Speak Low (en) et September Song, ou le tango français Youkali (composé pour l'opérette Marie Galante) sont issus de la plume de Weill. Des interprètes comme Louis Armstrong, Ella Fitzgerald, Frank Sinatra, ou encore Nick Cave, Elvis Costello, les Doors, Tom Waits. Billie Holiday ou les Young Gods avec l'album Play Kurt Weill, ont montré que la valeur des compositions de Weill peut être reconnue aujourd’hui comme autrefois. Son influence s'est diffusée jusque dans le rock : dès l'âge de cinq ans Alain Bashung s'initie à l'harmonica en l'écoutant.

### Sur l’œuvre
Kurt Weill est très proche de Mahler et de Schönberg. Il est qualifié d'expressionniste atonal. Sa rencontre avec Bertolt Brecht engagé dans un idéal communiste, change sa façon d'écrire l'opéra : il se trouve à mi-chemin entre le théâtre et l'opéra. Ses deux opéras, Mahagonny et L'Opéra de quat'sous, sont des critiques sociales. Il écrit pour petits ensembles, sur des thèmes populaires, dans l'idée de recréer l'Opéra des gueux du XVIIIe siècle. L'ensemble de son œuvre est mieux connu[pas clair] (théâtre, comédies musicales, œuvres instrumentales et symphoniques, cantates, lieder).
Parmi ses œuvres mondialement connues :
- L'Opéra de quat'sous (Die Dreigroschenoper - 1928) sur un texte de Bertolt Brecht. Une production à Broadway verra 2 611 représentations de 1945 à 1956. Le rôle-titre de Jenny était interprété par Lotte Lenya qui tenait déjà ce rôle à Berlin, lors de la création.
- Grandeur et décadence de la ville de Mahagonny (Aufstieg und Fall der Stadt Mahagonny - 1930) sur un texte de Bertolt Brecht.
- Les Sept Péchés capitaux, écrit en 1933, également sur des textes de Bertolt Brecht.

Comme autres œuvres, on peut citer ses deux symphonies écrites en 1921 et 1934, ou encore Celui qui dit oui/celui qui dit non (Der Jasager/Der Neinsager).

## Postérité
Dans sa ville natale, Dessau, a lieu chaque année un important festival consacré aux œuvres de Kurt Weill. Celui de 2013 a eu lieu fin février-début mars.
Fondée par Lotte Lenya en 1962, la fondation Kurt Weill est un organisme privé sans but lucratif qui cherche à promouvoir la compréhension de la vie et des œuvres de Weill et à protéger les héritages de Kurt Weill et de Lotte Lenya. La fondation administre le Centre de recherche Weill-Lenya ainsi qu'un programme annuel de bourses, le prix Kurt Weill et le Concours de Chant Lotte Lenya ; elle publie la Kurt Weill Edition et la Kurt Weill Newsletter.
Depuis sa mort :
- Kurt Weill Edition : travail d'édition critique de l'ensemble de l'œuvre de Kurt Weill
- Kurt Weill Newsletter : revue publiant des travaux sur Kurt Weill
- L'Opéra national de Lyon lui a consacré un cycle en juin 2006 avec :
  - Les Sept péchés capitaux,
  - Le Vol de Lindbergh (ou Vol au-dessus de l'océan),
  - Signé Vénus (One touch of Venus),
  - Celui qui dit oui / celui qui dit non (Der Jasager / Der Neinsager).

## Œuvres notables

### Opéras
- 1926 : Der Protagonist (Le protagoniste), op.15, livret de Georg Kaiser
- 1927 : Royal Palace, op.17, livret de Yvan Goll
- 1928 : Der Zar lässt sich photographieren (Le tsar se fait photographier), op.21, livret de Georg Kaiser
- 1930 : Grandeur et décadence de la ville de Mahagonny (Aufstieg und Fall der Stadt Mahagonny), livret de Bertolt Brecht
- 1930 : Celui qui dit oui / celui qui dit non (Der Jasager / Der Neinsager), livret de Elisabeth Hauptmann et Bertolt Brecht
- 1932 : Die Bürgschaft (La Caution), livret de Caspar Neher
- 1947 : Street Scene, livret de Elmer Rice et Langston Hughes
- 1948 : Down in the Valley, livret de Arnold Sundgaard
- 1949 : Lost in the Stars, « tragédie musicale » de Maxwell Anderson, d'après Pleure, ô pays bien-aimé d'Alan Paton

### Pièces avec chants
- 1927 : Mahagonny-Songspiel, livret de Bertolt Brecht
- 1928 : L'Opéra de quat'sous (Die Dreigroschenoper), textes de Bertolt Brecht
- 1929 : Happy End, textes de "Dorothy Lane" (pseudonyme de Elisabeth Hauptmann), textes des chansons de Bertolt Brecht
- 1933 : Der Silbersee (Le lac d'argent), textes de Georg Kaiser
- 1934 : Marie Galante (pièce de Jacques Deval, d'après son roman homonyme, 1931, avec des paroles de l'auteur et de Roger Fernay)
- 1935 : Der Kuhhandel, livret de Robert Vambery, inachevé ; à l'origine : A Kingdom for a Cow
- 1937 : Der Weg der Verheißung (La Route de l'espérance), textes de Franz Werfel ; créée aux États-Unis sous le titre The Eternal Road
- 1945 : The Firebrand of Florence (L'incendie de Florence), livret de Edwin Justus Meyer et Ira Gershwin

### Ballets
- 1922 : Zaubernacht (Nuit magique), pantomime enfantine en un acte op. 7 ; scénario et textes des chants de Wladimir Boritsch
- 1933 : Die sieben Todsünden (Les Sept péchés capitaux), "ballet chanté" pour soprano, quatuor d'hommes et orchestre, livret de Bertolt Brecht (autre titre, moins courant : Die sieben Todsünden der Kleinbürger, Les Sept péchés capitaux des petits-bourgeois)

### Comédies musicales
- 1936 : Johnny Johnson (en), livret de Paul Green (en) ; thème : Pacifisme et patriotisme ; cadre : Les États-Unis pendant la Première Guerre mondiale, 1917-1918)
- 1938 : Knickerbocker Holiday, livret de Maxwell Anderson ; mise en scène à la création : Joshua Logan (thème : Autoritarisme et liberté ; cadre : New York/New-Amsterdam en 1647, aux temps de Peter Stuyvesant) ; film tourné en 1944
- 1941 : Lady in the Dark, livret de Moss Hart et Ira Gershwin (thème : La psychanalyse ; cadre : Le milieu médiatique new-yorkais) ; film tourné en 1943
- 1943 : One Touch of Venus, livret de S.J. Perelman et Ogden Nash (thème : La place des femmes dans la société américaine ; cadre : New York, avec un élément fantastique, l'animation d'une statue antique de Vénus) ; film tourné en 1948
- 1948 : Love Life, livret d'Alan Jay Lerner (thème : La vie de famille dans la société américaine ; cadre : les États-Unis à différents moments de leur histoire, de 1791 à 1940)

### Spectacles musicaux
- 1939 : Railroads on Parade, grand spectacle (20 locomotives, entre autres) réalisé pour la Foire internationale de New York ; une version allégée sera mise sur pied en 1940
- 1941 : Fun To Be Free, textes de Ben Hecht et Charles MacArthur
- 1943 : We Will Never Die, textes de Ben Hecht (thème : La situation des Juifs dans l'Europe hitlérienne)

### Cantates
- 1920 : Sulamith, fantaisie chorale pour soprano, chœur de femmes et orchestre (perdue)
- 1927 : Der neue Orpheus (Le Nouvel Orphée), cantate pour soprano, violon solo et Orchestre, op.16 (Texte: Yvan Goll)
- 1927 : Vom Tod im Wald (La Mort dans la forêt), cantate pour basse et dix instruments à vent, op.23
- 1928 : Das Berliner Requiem (Le Requiem berlinois), petite cantate pour ténor, baryton, chœur d'hommes (ou trois voix d'hommes) et ensemble à vents (2 clarinettes, 2 saxophones, 2 bassons, 2 cors, 2 trompettes, 2 trombones+option tuba) guitare, banjo, cymbale, petit tambour, timbales et harmonium. (Texte: Bertolt Brecht)
- 1929 : Der Lindberghflug (Le Vol de Lingbergh), cantate pour ténor, baryton et basse, chœur et orchestre (Texte: Bertolt Brecht, première version avec la musique de Paul Hindemith et Weill, deuxième version, également en 1929, avec la musique de Weill exclusivement)
- 1940 : The Ballad of Magna Carta (La Ballade de la Grande Charte), cantate pour ténor et basse, chœur et orchestre (Texte : Maxwell Anderson) ; thème : Autoritarisme et liberté ; cadre : L'Angleterre des luttes entre Jean sans Terre et les barons) ; radiodiffusion (CBS)

### Musique de chambre
- 1918 : Quatuor à cordes en si mineur (sans numéro d'Opus)
- 1919–1921 : Sonate pour violoncelle et piano
- 1923 : Deuxième quatuor à cordes op. 8

### Œuvres pour piano
- 1917 : Intermezzo
- 1937 : Page d'album pour Erika, transcription de la Pastorale de Der Weg der Verheißung)

### Œuvres pour orchestre
- 1919 : Suite pour orchestre
- 1919 : Die Weise von Liebe und Tod (La mélodie de l'amour et de la mort), poème symphonique pour orchestre d'après Rainer Maria Rilke (perdu)
- 1921 : Symphonie no 1 en un mouvement pour orchestre
- 1922 : Divertimento pour orchestre, op.5 (inachevé, reconstruit par David Drew)
- 1922 : Sinfonia sacra, fantasia, passacaglia et hymne pour orchestre, op. 6 (inachevé)
- 1923 : Quodlibet, suite pour orchestre, à partir de la pantomime Zaubernacht, op. 9
- 1924-1925 : Concerto pour violon et instruments à vent, op. 12, créé à Paris le 11 juin 1925 par Marcel Darrieux, sous la direction de Walter Straram
- 1927 : Bastille Musik, suite pour orchestre de cuivres (arrangée par David Drew, 1975), à partir de la musique de scène de Gustav III, d'August Strindberg
- 1928 : Kleine Dreigroschenmusik (Petite musique de quat'sous), suite pour orchestre de cuivres piano et Schlagwerk, à partir de L'Opéra de quat'sous ; création dirigée par Otto Klemperer
- 1934 : Suite panaméenne pour orchestre de chambre, à partir de Marie Galante
- 1934 : Symphonie no 2 en trois mouvements pour orchestre ; créée par l'Orchestre royal du Concertgebouw sous la direction de Bruno Walter

### Chants et chansons
- 1919 : Die stille Stadt (La Ville tranquille), chant pour voix et clavier, texte de Richard Dehmel
- 1923 : Frauentanz (La Danse des femmes), suite de chants pour soprano, flûte, viole, clarinette, cor et basson (d'après un poème du Moyen Âge)
- 1923 : Stundenbuch (Livre des heures), suite de chants pour baryton et orchestre; texte de Rainer Maria Rilke
- 1925 : Klopslied, pour une voix aiguë, deux flûtes Piccolo et un basson ('Ick sitze da un' esse Lops'/Berliner Lied)
- 1928 : chansons tirées de L'Opéra de quat'sous (paroles de Bertolt Brecht ; adaptation en français d'André Mauprey)
  - Die Moritat von Mackie Messer, créée au cinéma par Ernst Busch
    - Enregistrement de mai 1929 avec Bertolt Brecht (chant) et le Theo Mackeben's Jazz Orchestra (Naxos 8.120831)

  - La Complainte de Mackie le Surineur
  - Seeräuber-Jenny (Jenny-des-Corsaires), créée au cinéma et sur disque par Margo Lion ; autre titre : La Fiancée du pirate (Lys Gauty, 1935). Cette chanson fournit l'idée originale du film Dogville, de Lars von Trier (2003) et (sous réserve d'examen) de celui de Nelly Kaplan, La Fiancée du pirate
  - Kanonen-Song (Le Chant des canons), créée au cinéma et sur disque par Albert Préjean et Jacques Henley
  - Barbara-Song (Le Chant de Barbara) (Lys Gauty, 1935)
  - Das Lied von der Unzulänglichkeit menschlichen Strebens
    - Enregistrement de mai 1929 avec Bertolt Brecht (chant) et le Theo Mackeben's Jazz Orchestra (Naxos 8.120831)

  - Le Chant de la vanité de l'effort humain
- 1928 : Berlin im Licht-Song (Chant de Berlin dans la lumière), slow-fox, paroles de Kurt Weill ; composée pour l’exposition Berlin im Licht, consacrée aux nouvelles techniques d’éclairage urbain ; créée le 13 octobre en extérieur (orchestration : harmonie militaire) et le 16 octobre sur scène (chant et piano)
- 1928 : Die Muschel von Margate : Petroleum Song (Le coquillage de Margate : petroleum song) , slow-fox, paroles de Felix Gasbarra, pour la pièce de Leo Lania, Konjunktur
- 1928 : Das Lied von den braunen Inseln (Le chant des îles brunes), paroles de Lion Feuchtwanger, pour la pièce de cet auteur, Petroleum Inseln
- 1929 : chansons tirées de Happy End (paroles de Bertolt Brecht)
  - Bilbao Song
    - Enregistrement d'octobre 1929 avec Lotte Lenya (chant) et le Theo Mackeben's Jazz Orchestra (Naxos 8.120831)

  - Surabaya Johnny
    - Enregistrement de 1942 avec Lotte Lenya (chant) et Kurt Weill (piano) (Naxos 8.120831)

  - Das Lied von der harten Nuss
  - Der kleine Leutnant des lieben Gottes
- 1930 : chansons tirées de Grandeur et décadence de la ville de Mahagonny (paroles de Bertolt Brecht)
  - Alabama Song
    - Enregistrement de mai 1929 avec Lotte Lenya (chant) et The Three Admirals and Orchestra (Naxos 8.120831)

  - Havanna-Lied
  - Denn wie man sich bettet (Comme on fait son lit)
    - Enregistrement de 1942 avec Lotte Lenya (chant) et Kurt Weill (piano) (Naxos 8.120831)
- 1932 : chansons tirées de Der Silbersee (paroles de Georg Kaiser)
  - Ich bin eine arme Verwandte (La Chanson de Fenimore)
- 1933 : Der Abschiedsbrief (La Lettre d'adieu), paroles de Erich Kästner à l'intention de Marlene Dietrich, qui ne l'a pas chantée
- 1933 : Es regnet (Il pleut), paroles de Jean Cocteau (écrites directement en allemand)
- 1933 : La Complainte de Fantômas, paroles de Robert Desnos, pour une émission radiophonique (musique perdue, reconstruite de mémoire après la guerre par Jacques Loussier pour Catherine Sauvage)
- 1934 : Je ne t'aime pas, sur un texte de Maurice Magre pour la soprano Lys Gauty
- 1934 : Complainte de la Seine, sur un texte de Maurice Magre
- 1934 : chansons tirées de Marie Galante
  - J'attends un navire, paroles de Jacques Deval, créée au théâtre et sur disque par Florelle, au music-hall par Lys Gauty
  - Le Roi d'Aquitaine, paroles de Jacques Deval et Roger Fernay ; créée au théâtre et sur disque par Florelle
  - Le Grand Lustukru, paroles de Jacques Deval (d’après Théodore Botrel) ; créée au théâtre et sur disque par Florelle
  - Youkali, paroles (1935) de Roger Fernay sur un morceau instrumental, "tango-habanera", de l'opérette
- 1938 : chansons tirées de Knickerbocker Holiday, paroles de Maxwell Anderson
  - September Song
- 1939 : Stopping by Woods on a Snowy Evening, chant pour voix et clavier, paroles de Robert Frost (inachevé)
- 1939 : Nannas Lied, texte de Bertolt Brecht (de Têtes rondes et têtes pointues, 1936), création (1943) de Lotte Lenya
- 1941 : chansons tirées de Lady in the Dark, paroles d'Ira Gershwin
  - My Ship
  - Tchaïkovski (And Other Russians), créée par Danny Kaye
  - The Saga of Jenny
  - One Life to Live
- 1942 : chansons tirées de One Touch of Venus, paroles d'Ogden Nash
  - Speak Low
    - Enregistrement de 1942 (démonstration) avec Kurt Weill (chant et piano) (Naxos 8.120831)

  - I'm a Stranger Here Myself
  - Foolish Heart
- 1942-44 : Propaganda Songs (Chants de propagande), pour voix et piano ; créés dans le cadre des Lunch Hours Follies dans un chantier naval de New York, puis radiodiffusés, notamment :
  - 1942 : Buddy on the Nightshift (Le copain de l'équipe de nuit), paroles de Oscar Hammerstein
  - 1942 : Schickelgruber, paroles de Howard Dietz ; une satire de Hitler (dont le père portait ce nom avant d'être reconnu par Alois Hitler)
- 1942 : Und was bekam des Soldaten Weib? (Et qu'est-ce qu'a obtenu la femme du soldat ?), ballade pour voix et clavier, texte de Bertolt Brecht, création de Lotte Lenya
- 1942 : Three Walt Whitman Songs, , pour voix et clavier ou orchestre, sur des textes de Walt Whitman :
  - O Captain! My Captain!
  - Beat! Beat! Drums
  - Dirge for Two Veterans
- 1944 : Wie lange noch ? (Combien de temps encore ?), paroles de Walter Mehring, création de Lotte Lenya
- 1948 : Four Walt Whitman Songs ; ajout d'un quatrième chant :
  - Come Up From the Fields, Father
- 19?? : chansons tirée de Lost in the Stars
  - Lost in the Stars (paroles de Maxwell Anderson)
    - Enregistrement de 1942 avec Lotte Lenya (chant) et Kurt Weill (piano) (Naxos 8.120831)

  - Lover Man (Trouble Man)
    - Idem

## Hommages
L'astéroïde (11899) Weill, découvert en 1991, est nommé en son honneur.